# ぼうけん!メカラッパ号
ぼうけん!メカラッパ号（ -ごう）は、NHK教育テレビジョンで2000年4月から2002年3月まで放送されたSF人形劇である。
後番組は大きくジャンルの異なる『ピタゴラスイッチ』（どちらかというと数量系番組に分類される）となるため、幼稚園・保育所の時間の道徳系番組は事実上本作で一旦途絶える形になった（その後道徳系番組は『わたしのきもち』として事実上復活しているが、2010年に終了）。

## 概要
人間の少年ラックが、新種のキノコ・テラノダケに襲われたテラテラ星を救うため、3つそろえると願いがかなうといわれる「マサシク3」を求めて宇宙を冒険し、さまざまな人々と出会い成長してゆく物語である。
日本初の本格バーチャルセット人形劇であり、背景の多くはリアルタイムCGによって構成された。これは、1m前後の大きさの人形を使うテレビの人形劇は、実際の人間の時代劇などのテレビセットと、セットの制作費があまり変わらないことへの模索として提案された。時代劇などと違い、空想の人形劇は、背景セットが他の作品への使い回しが出来ないことも多く、多額の制作費がネックになっていた。
撮影はブルーバック前で行われ、モーションセンサー付きのテレビカメラで撮影され、その三次元位置情報を元にリアルタイムでCGデータと合成された。
2023年8月18日から9月8日まで『Eテレタイムマシン』で第1期の第1回から第4回が放送され、2024年5月1日から5月22日まで同番組で第1期の第13回から第16回が放送された。

## 放送時間
どちらも日本時間。
- 水曜日 10:30 - 10:45
- 火曜日 09:15 - 09:30（再放送）

## 登場人物

### ラック一行
ラック
声 - 半場友恵
本作の主人公。ゴズミックステーションで暮らす少年。純真でまっすぐ。マサシクに関わる秘密がある。
ザッパ
声 - 松山鷹志
ゴズミックステーションのオペレーターで、ラックの保護者。機械いじりに長け、メカラッパ号など様々な機械を発明・製作している。人が良いが抜けているところがある。
タライラ
声 - 潘恵子
テラテラ星から脱出してきた謎の美女。テラテラ星を再生する為にザッパ達やオーモンの間を立ち回る。その後はザッパ達と同盟状態。
ポヨ
声 - 玄田哲章
テラノダケそっくりの生き物。ラックにとってかけがえのない親友となる。

### オーモン星
オーモン
声 - 堀勝之祐
オーモン星の王様でロボット軍団で宇宙征服を企むマッドサイエンティスト。元は一介の宇宙植物の科学者だったが、一人娘ルアンの死後に彼女を蘇らせようと狂気に走る。だが、マサシクを発動させた間際にルアンの嘆きを知った事で全てを諦め、彼女を自分の思い出の中に眠らせることを選んだ。
アレッキオ
声 - うえだゆうじ
オーモン配下のロボット。軍での階級は軍曹。色々な悪だくみをするが、ロクな目に会わない。オーモン軍瓦解後も色々ラック達に絡んでくる。
スットン
声 - 玄田哲章
アレッキオの子分。お調子者。軍での階級は二等兵。オーモン軍瓦解後もアレッキオと行動を共にする。
イッポ
声 - 石川寛美
オーモン星の少年。ラックたちを助ける。
ルアン
声 - 篠原恵美
オーモンの娘。原因不明の病気で亡くなった。彼女の死後、オーモンはマサシクの力で蘇らせようと狂気に走った。優しい心を持つ美少女だが音痴。遺体はカプセルで保存されていた。だがルアン自身は蘇ることを望んでおらず、夢の中で父に止めるよう訴えたが一向に届かないため泣いてばかりいた。そしてマサシクを発動させたタイミングで必死に語りかけ、願いを聞き届けたオーモンがカプセルを開けると遺体は灰になった。

### イタダキ星
トンク
声 - 瀧本富士子
イタダキ子供海賊団のリーダー。クールでやや口が悪いが、義理堅く情に厚い。彼らの出身地・イタダキ星は環境破壊の末に滅びている。
タルミン
声 - うえだゆうじ
イタダキ子供海賊団のメンバー。肥満体。料理などおさんどん担当。音痴。
シジミ
声 - 菊池志穂
イタダキ子供海賊団のメンバー。機械いじりが得意。
イタダキ星の少女
声 - 兵藤まこ
壊滅状態のイタダキ星に老いたテラノダケとともにいた、歌が上手い少女。その正体は打ち捨てられた歌唱ロボットだった。
ガーブ
声 - 玄田哲章
イタダキ子供海賊団の先祖に当たる。勇壮な船長だったが、ある星にて子供に戻っていた。

### その他
リンメイ
声 - 篠原恵美
ルアンにそっくりな宇宙のアイドル。正義感と勇気を持ち、ラックたちに協力した。
バクー
声 - 中村秀利
タライラと組んでいる賞金稼ぎ。腕は立つが信用ならない野心家。テラテラ星の件にて死亡したかと思われたが生存しており、ある一件でラックと行動を共にしたこともある。
ジャッピー
声 - うえだゆうじ
ガーブの漂着した星の住んでいた少年。ひねくれているが、ガーブには友情を持っている。

## メカニック
メカラッパ号
ザッパが発明した宇宙船。ラッパのような形をしている。
ゴズミックステーション
宇宙のゴミを回収する宇宙ステーション。

## パイロット版「マサシク3」
基礎情報
- 放送局：NHK教育テレビ
- 放送日時：2000年1月3日 月曜 17:00 - 17:30

あらすじ
夢のエネルギー体「マサシク3」を求めて旅する幼い姉弟の冒険物語
登場人物
- ホー
ラック似の少年。
- リッケ
ホーとコンビを組む。
- アレッキオ
パイロット版では主人公の味方だった。

メカニック
- カンタービレ号

## 放送リスト

### 第1期
| 回 | タイトル                 | 初回放送日     |
| -- | ------------------------ | -------------- |
| 1  | ぼうけんのはじまり       | 2000年04月11日 |
| 2  | メカラッパ号 しゅっぱつ  | 2000年04月26日 |
| 3  | 夢見のちから             | 2000年05月17日 |
| 4  | ピューピュー星のかぜ     | 2000年05月31日 |
| 5  | ジャバジャバのかみさま   | 2000年06月14日 |
| 6  | リーヴァ救出さくせん     | 2000年06月28日 |
| 7  | イタダキこどもかいぞく団 | 2000年07月12日 |
| 8  | ポヨはともだち           | 2000年08月29日 |
| 9  | イタダキ団のひみつ       | 2000年09月13日 |
| 10 | あたらしいともだち       | 2000年09月27日 |
| 11 | メカラッパ号、イタダキ!  | 2000年10月11日 |
| 12 | 魔のムシムシ作戦         | 2000年10月25日 |
| 13 | さらわれたラック         | 2000年11月08日 |
| 14 | オーモン大王             | 2000年11月22日 |
| 15 | オーモンのひみつ         | 2000年12月06日 |
| 16 | オーモンの願い           | 2001年01月09日 |
| 17 | タライラの決意           | 2001年01月17日 |
| 18 | もえつきた野望           | 2001年01月31日 |
| 19 | テラテラ星を救え 1       | 2001年02月14日 |
| 20 | テラテラ星を救え 2       | 2001年02月28日 |

| 回 | タイトル                | 初回放送日時                  |
| -- | ----------------------- | ----------------------------- |
| 1  | メカラッパ号しゅっぱつ! | 2001年8月20日 月曜09:00-10:00 |
| 2  | ふたつめのマサシク      | 2001年8月21日 火曜09:00-10:00 |
| 3  | オーモンの野望          | 2001年8月22日 水曜09:00-10:00 |
| 4  | テラテラ星をすくえ!     | 2001年8月23日 木曜09:00-10:00 |

### 第2期
| 回 | タイトル                        | 初回放送日     |
| -- | ------------------------------- | -------------- |
| 1  | なぞの海賊船                    | 2001年04月10日 |
| 2  | ラック対イタダキ団              | 2001年04月25日 |
| 3  | ガーブ船長とグリズリ号          | 2001年05月09日 |
| 4  | ハート・クエスト                | 2001年05月23日 |
| 5  | アレッキオからのSOS             | 2001年06月06日 |
| 6  | タライラびじん号の恐怖          | 2001年06月20日 |
| 7  | メカラッパだいずかん            | 2001年07月04日 |
| 8  | ラックとポヨと怪しい奴ら        | 2001年08月28日 |
| 9  | エビ星からの物体X               | 2001年09月12日 |
| 10 | ラックついらく                  | 2001年09月26日 |
| 11 | りゅうせいのガンマン            | 2001年10月10日 |
| 12 | ザッパのなやみ                  | 2001年10月24日 |
| 13 | コズミックステーション 危機一髪 | 2001年11月07日 |
| 14 | イタダキ団かいさん?             | 2001年11月21日 |
| 15 | うちゅうカラオケ大会            | 2001年12月05日 |
| 16 | ラック どろぼうになる           | 2002年01月08日 |
| 17 | クルクル星                      | 2002年01月23日 |
| 18 | さいこうのおくりもの            | 2002年02月06日 |
| 19 | ポヨのたびにっき 1              | 2002年02月20日 |
| 20 | ポヨのたびにっき 2              | 2002年03月06日 |

## スタッフ
- 脚本 - 岡野勇、木元守
- キャラクター・メカニックデザイン - 横山宏
- 人形デザイン - 光子館
- 音楽 - 若草恵